# Lista de municípios de Salta
La província de Salta, Argentina, se encuentra dividida en municipios, los cuales comprenden un ejido urbano y un ejido rural. La Constitución los define como una comunidad natural que, asentada sobre un territorio y unida por relaciones de vecindad y arraigo, tiende a la búsqueda del bien común local... y que gozan de autonomía política, económica, financiera y administrativa. La Ley Orgánica de Municipalidades de la provincia de Salta establece que los municipios serán de tres categorías: los de primera categoría deben superar los 10.000 habitantes (este límite coincide con el establecido por la Constitución Provincial para que el municipio pueda redactar una Carta Municipal); los de segunda categoría son los que tienen entre 5.000 y 10.000 habitantes; los de tercera categoría son denominados Comisiones Municipales; anteriormente a la Ley Provincial 5.814 las comisiones municipales podían ser de primera y segunda clase (según superen o no los 2.000 habitantes), división que quedó derogada con la mencionada Ley.

## Municipios de 1ª categoria
| Municpipio                 | Intendente                      | População (2001) |
| -------------------------- | ------------------------------- | ---------------- |
| Aguaray                    | Juan Carlos Alcoba              | 13.528           |
| Cerrillos                  | Humberto Rubén Colimayo         | 17.634           |
| Colonia Santa Rosa         | Dardo Antonio Quiroga           | 16.386           |
| Embarcación                | Alfredo Miguel Llaya            | 23.961           |
| General Güemes             | Daniel Alejandro Segura Jiménez | 29.168           |
| General Mosconi            | Isidro Eleuterio Ruarte         | 19.811           |
| Hipólito Yrigoyen          | Nicanor Sosa                    | 10.522           |
| Joaquín V. González        | Francisco Gerardo Orellana      | 19.185           |
| Pichanal                   | Julio Antonio Jalit             | 21.265           |
| Profesor Salvador Mazza    | Francisco Ibáñez                | 18.455           |
| Rosario de la Frontera     | Ángel Ernesto Morales           | 24.819           |
| Rosario de Lerma           | Sergio Omar Ramos               | 21.592           |
| Salta                      | Miguel Ángel Isa                | 464.678          |
| San José de Metán          | Roberto Enrique Gramaglia       | 28.922           |
| San Ramón de la Nueva Orán | Eliseo Barbera                  | 72.712           |
| Tartagal                   | Héctor Darío Valenzuela         | 60.585           |

## Municípios de 2ª categoria
| Municpipio            | Intendente                            | População (2001) |
| --------------------- | ------------------------------------- | ---------------- |
| Apolinario Saravia    | Samuel Eduardo Cabrera                | 8.595            |
| Cafayate              | Juan Esteban Ocampo                   | 11.785           |
| Campo Quijano         | Manuel Cornejo                        | 12.149           |
| Campo Santo           | Germán Darío Ralle                    |                  |
| Chicoana              | Raúl Antonio Romano                   | 8.468            |
| El Bordo              | Juan Rosario Mazzone                  | 6.086            |
| El Carril             | Luis Francisco D'Andrea               | 9.780            |
| El Galpón             | Helva Elizabeth Rehay Hatti de Thomas | 8.357            |
| El Quebrachal         | Leonardo Fabián García                | 10.243           |
| La Merced             | Juan Ángel Pérez                      | 8.686            |
| Las Lajitas           | Alberto Antonio Fermani               | 9.151            |
| Rivadavia Banda Norte | Atta Miguel Gerala                    | 9.366            |
| Rivadavia Banda Sur   | Leopoldo Cuenca                       | 8.108            |
| Santa Victoria Este   | Juan Carlos Bruno                     | 9.896            |
| Santa Victoria Oeste  | Faustino Pelloc                       | 6.034            |

## Comissões municipais
| Municpipio                | Intendente                    | População (2001) |
| ------------------------- | ----------------------------- | ---------------- |
| Angastaco                 | Juan Horacio Chauqui          | 2.518            |
| Animaná                   | Ignacio Vicente Cóndori       | 1.454            |
| Cachi                     | María Fanny Flores de Guitian | 5.254            |
| Coronel Moldes            | Carlos Jorge Lewis            | 4.194            |
| El Jardín                 | Raimundo Alberto Sanz         | 1.689            |
| El Potrero                | Carlos Augusto Mur Reinaga    | 3.194            |
| El Tala                   | Enrique Antonio Galván        | 2.512            |
| General Ballivián         | Samuel Gerardo Córdoba        | 2.864            |
| General Pizarro           | Miguel Ángel Tallo            | 2.667            |
| Guachipas                 | Enrique Néstor Cari           | 3.211            |
| Iruya                     | Teodocio David Canchi         | 4.599            |
| Isla de Cañas             | Hermindo Fermín Díaz          | 1.769            |
| La Caldera                | Héctor Miguel Calabró         | 2.261            |
| La Candelaria             | Ernesto Juan Aguilera         | 1.085            |
| La Poma                   | Abraham David Choque          | 1.735            |
| La Viña                   | Dantes Omar Torres            | 2.958            |
| Los Toldos                | Eleudoro Yriarte              | 2.226            |
| Molinos                   | Walter Rómulo Chocobar        | 2.418            |
| Nazareno                  | Manuel Chauque                | 2.862            |
| Payagasta                 | Héctor Alfredo Legorburo      | 2.026            |
| Río Piedras               | Carlos Rubustiniano Cardozo   | 1.727            |
| San Antonio de los Cobres | Guzmán Viveros                | 5.482            |
| San Carlos                | José Alberto Aquino           | 3.236            |
| Seclantás                 | Walter Joaquín Aban           | 3.147            |
| Tolar Grande              | Sergio Alejandro Villanueva   | 148              |
| Urundel                   | Néstor Ramón Pedroza          | 3.144            |
| Vaqueros                  | Miguel Ángel Aleman           | 3.450            |
| Villa San Lorenzo         | Ernesto Fernando Gonza        | 8.293            |